# Dents des Bouquetins
Dents des Bouquetins, literalmente "Dentes de Íbex", são um grupo de  cumes dos Alpes Peninos entre o Vale de Aosta do lado italiano, e o Vale de Hérens no cantão do Valais do lado suíço e que fazem de fronteira Itália-Suíça.
A primeira travessia foi efectuada em 1925 por Joseph Georges avec Ivor Armstrong Richards et Dorothy Pilley.